# پدرو پابلو پرز
پدرو پابلو پرز (انگلیسی: Pedro Pablo Pérez؛ زادهٔ ۷ فوریهٔ ۱۹۷۷) یک دوچرخه‌سوار اهل کوبا است. وی در یازده مسابقه کشوری به قهرمانی رسیده‌است.